# Wickerstedt
Wickerstedt este o comună din landul Turingia, Germania.